# Peyton Alex Smith
Pour les articles homonymes, voir Smith.
Peyton Alex Smith, est un acteur et rappeur américain, né le 18 juin 1994 à Dallas (Texas).
En 2018, l'acteur se fait connaître du grand public, grâce à son rôle de Rafael Waithe dans la série télévisée fantastique, Legacies.

## Biographie
Il a étudié à l'université Florida Agricultural and Mechanical University durant un semestre avant de finalement arrêter ses études.

### Carrière
En 2018, il rejoint le casting de Legacies, la série dérivée de The Originals et de The Vampire Diaries dans le rôle de Rafael Waithe. La série est diffusée depuis le 25 octobre 2018.

## Filmographie

### Cinéma
- 2015 : Carter High de Arthur Muhammad : Vincent
- 2017 : Detroit de Kathryn Bigelow : Lee Forsythe

### Télévision

#### Séries télévisées
- 2016 : Luke Cage : Chauncey (saison 1, épisode 2)
- 2017 : Tales : Miles (saison 1, épisode 6)
- 2017-2018 : The Quad : Cedric Hobbs (19 épisodes)
- 2018 - 2020 : Legacies : Rafael Waithe (rôle principal saisons 1 et 2, invité saisons 3 et 4)
- Depuis 2022 : All American: Homecoming  : Damon Sims  (rôle principal)